# ベルナルド・リエター

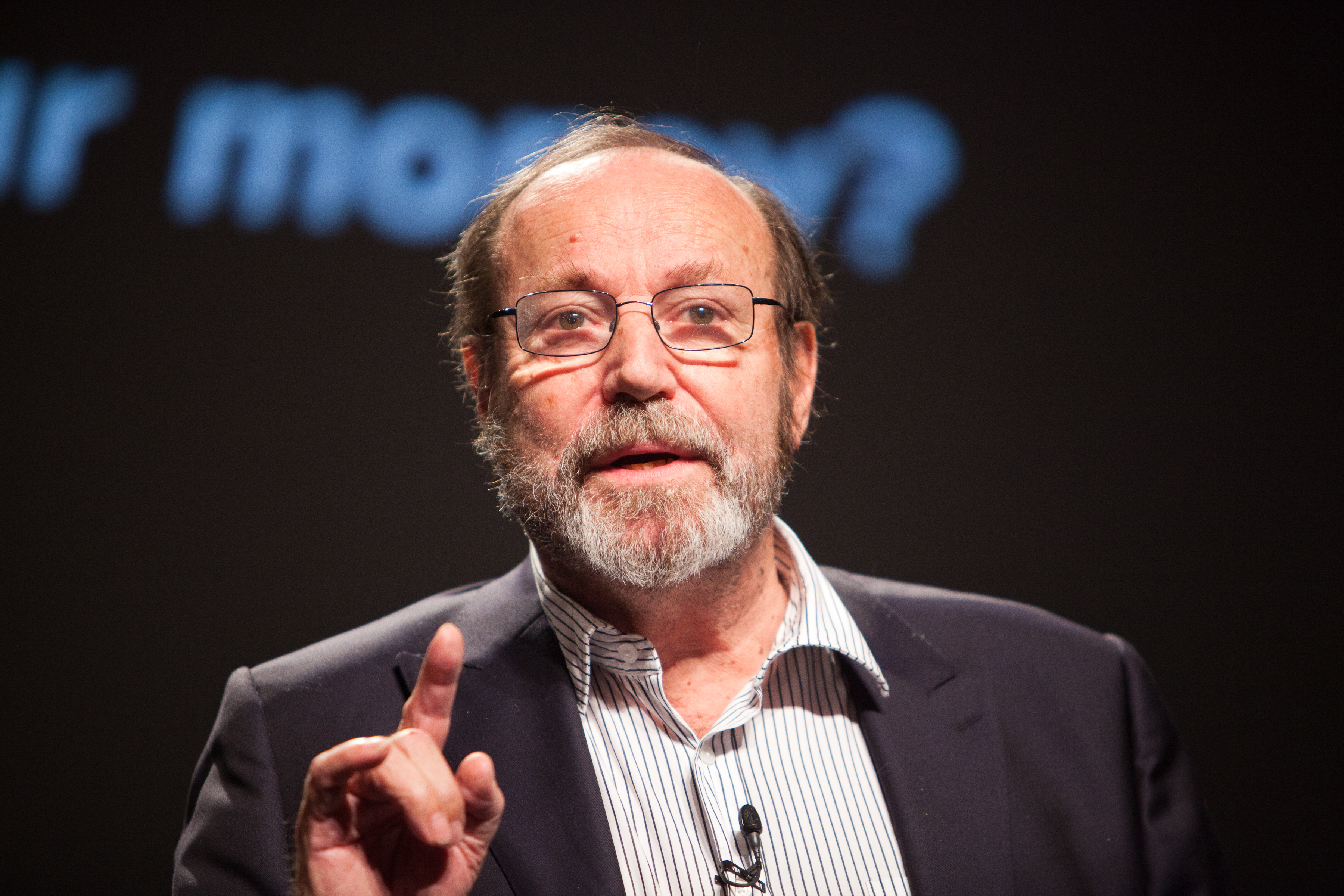
ベルナルド・リエター

ベルナルド・リエター（Bernard Lietaer、1942年 - 2019年2月4日）は、ベルギー生まれの経済学者。法定通貨と同時並行で補完通貨を導入することにより、バランスが取れ持続可能な社会が構築できるという旨で、数多くの著作を発表したり講演を行ったりした。 

## 主要著書
- 「マネー崩壊―新しいコミュニティ通貨の誕生」（小林一紀・福元初男訳、日本経済評論社、2000）英語版はThe Future of Money: Beyond Greed and Scarcityで読める。
- 「マネー―なぜ人はおカネに魅入られるのか」（堤大介訳、ダイヤモンド社、2001）
- "New Money for a New World"（Stephen Belginとの共著、2012、英語）: こちら[2]でPDFが読める。
- "Regionalwährungen: Neue Wege zu nachhaltigem Wohlstand" （マルグリット・ケネディとの共著、ドイツ語、2004）:  フランス語訳はhttps://www.kennedy-bibliothek.info/cx-content/uploads/bibliothek/Monnais_Regionales.pdfで、スペイン語訳はhttps://www.kennedy-bibliothek.info/cx-content/uploads/bibliothek/Monedas_Regionales.pdfで読める。
- "Money and Sustainability, The Missing Link" （ローマクラブ欧州支部への報告書、シュテファン・ブルンフーバーらとの共著、英語、2012）: こちら[3]でPDFが読める。